# Schwarze Szene

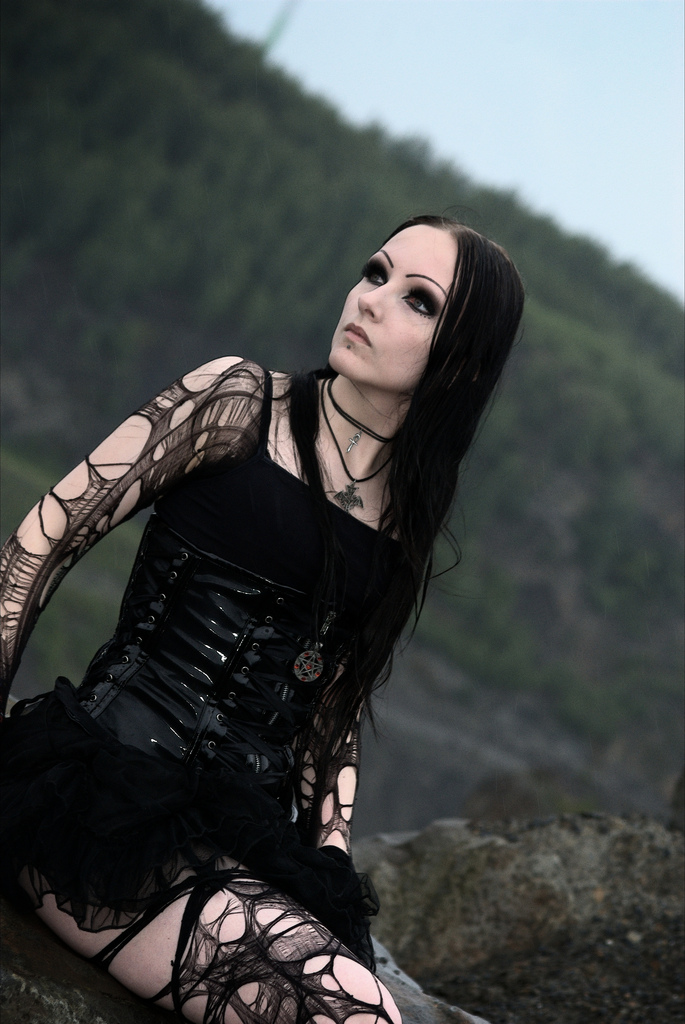
Dans le contexte de divers courants de mode internes, la couleur noire est un élément clé du concept d'autopromotion et d'individualisme, de la pratique communautaire de la scène noire.

La Schwarze Szene (en français : « culture dark », ou littéralement : « scène noire ») est un mouvement ayant émergé à la fin des années 1980 parmi les adeptes de la dark wave et de la musique indépendante. D'une communauté culturelle de jeunes, elle se développe au fil des décennies en un réseau social indépendant de l'âge, dont le grand point commun réside dans un concept esthétique, auto-promotionnel et individualiste. Elle est considérée comme une communauté qui se définit par des symboles, des médias et des lieux de rencontre propres à la scène, en particulier des manifestations et des discothèques spécifiques à la scène ainsi que les différents courants de la mode propre à la scène. Les intérêts communs de la scène comprennent la musique, l'art et la mode, ainsi que la confrontation avec des thèmes et des tabous philosophiques, néo-religieux ou perçus comme négatifs par la société. Dans le contexte du concept individualiste, il y a en particulier une confrontation avec les thèmes complexes de la mort et de la mortalité, de la tristesse, du deuil et de la mélancolie, de la psychologie et de la psychopathologie.
Dans ce contexte, le mouvement ne doit pas être considéré comme homogène, ni sur le plan musical, ni sur celui de la mode. Il se divise en différents courants qui sont parfois diamétralement opposés dans leurs conceptions musicales et de la mode. Les préférences musicales des différents adeptes de la scène noire sont marquées par une diversité de styles presque incommensurable. L'expression « musique noire » est utilisée dans la littérature des sciences sociales et culturelles pour désigner l'ensemble de la musique reçue dans ce milieu.
Le plus petit dénominateur commun, et donc un aspect central de la communautarisation, est la couleur noire avec toutes ses valeurs symboliques imaginables. Elle est considérée dans le milieu, entre autres, comme une expression de sérieux, d'obscurité et de mysticisme, mais aussi comme un symbole de désespoir, de vide, de mélancolie et comme une référence au deuil et à la mort. 

## Contenu et délimitation

### Définition
La Schwarze Szene devient un milieu qui se compose de parties de différentes scènes. La scène sans nom (ainsi titrée par Ecki Stieg) se retrouve sous une forme comparable en dehors des pays germanophones. En Espagne, elle s'appelle cultura oscura, dans les régions lusophones d'Amérique cultura dark et au Luxembourg Schwaarz Zeen. Dans les pays anglophones, aucune désignation équivalente ne semble s'être établie, à l'exception de l'utilisation sporadique des termes dark scene et dark culture ; parfois, comme en Italie par exemple, le terme gothique est utilisé à tort comme terme générique de l'ensemble de la Schwarze Szene, dérivé de la scène gothique.
L'origine du terme Schwarze Szene (« scène noire ») fait polémique. En 1990, elle apparaît par exemple dans le rapport Schwarze Szene, Berlin - Eine kritische Selbstdarstellung (litt. : « scène noire, Berlin - une présentation critique de soi »), qui est achevé dès l'automne 1989, mais publié seulement en 1990 dans l'édition de janvier du magazine musical Zillo. Selon ce rapport, la scène berlinoise se recrutait à cette époque parmi « les gothiques, les wavers et les Nouveaux Romantiques ». Il y est également fait mention de l'auto-titulation « Schwarze ».
Peu de temps après, le terme de Schwarze Szene est utilisé dans un article sur l'un des deux concerts de The Cure en RDA ; celui-ci parait dans l'édition d'automne 1990 du magazine wave fribourgeois Glasnost. Environ deux ans plus tard, le terme apparaît entre autres dans le magazine Gothic Press de Bonn, cette fois dans la préface d'une interview de Death in June, à laquelle un journaliste du magazine Zillo collabore de manière intensive.
Dans l'une des premières études sociologiques en langue allemande sur la Schwarze Szene, Das Charisma des Grabes, Roman Rutkowski préconisait en 2004 l'utilisation de ce terme car, contrairement à d'autres désignations partiellement utilisées, il permet de désigner un terme générique pour toutes les sous-cènes et tous les courants de la Schwarze Szene. Selon Rutkowski, ce terme est préféré par un grand nombre d'adeptes de la scène. Nym explique en 2010 que le terme s'était déjà établi en particulier dans la sociologie et la recherche sur la culture des jeunes. De même, le terme se répand depuis les années 90 dans les médias de la scène et dans la presse,,,, mais le titre ambigu de gothique, qui désigne un sous-classement de la scène, est parfois utilisé.
Parfois, le terme est également utilisé pour désigner la scène black metal,, qui a cependant d'autres origines sous-culturelles et d'autres préférences musicales.

### Délimitation du terme
Dès 2004, le terme « gothique » est utilisé à plusieurs reprises, surtout par des personnes extérieures, comme synonyme de Schwarze Szene. La sous-culture gothique est cependant liée aux mouvements post-punk et wave et ne représente donc qu'une fraction de l'ensemble du spectre de la Schwarze Szene. Dans ce contexte, son utilisation en tant que synonyme est controversée et fait l'objet de débats au sein de la Schwarze Szene. Une délimitation claire est parfois rendue difficile par l'utilisation fréquente du terme « gothique » dans la presse musicale et par les différences internationales dans l'utilisation du terme.

### Structure sociale
En comparaison internationale, la scène allemande est souvent considérée comme l'expression la plus importante de la sous-culture. En raison de ses événements internationalement reconnus et de la part importante de musique produite en Allemagne, la subculture allemande est perçue comme exceptionnelle et particulière, parfois qualifiée de « Urland ».
Les plus grands espaces de socialisation de la culture dans l'espace germanophone sont le Wave-Gotik-Treffen à Leipzig avec environ 20 500 visiteurs et le festival M'era Luna à Hildesheim avec environ 25 000 visiteurs ainsi que l'Amphi Festival à Cologne avec 16 000 visiteurs. Les magazines Orkus, Sonic Seducer et Gothic sont considérés comme des médias importants, avec des tirages de 40 000 à 60 000 exemplaires imprimés chaque mois. En outre, les calendriers des manifestations locales et régionales sont courants. Internet a une grande importance, en particulier pour l'auto-organisation de la scène. Au début et au milieu des années 2000, le programme musical télévisé Onyx.tv présentait, en coopération avec le magazine Sonic Seducer, l'émission musicale hebdomadaire Schattenreich, adaptée à la scène.
En 2004, la taille de la Schwarze Szene allemande est estimée entre 50 000 et 100 000 personnes. En 2010, cette estimation est confirmée.
Contrairement à de nombreuses cultures de jeunes comparables, le rapport entre les sexes est équilibré. La structure d'âge constatée de la scène permet de constater qu'elle ne peut que « difficilement être qualifiée de culture purement juvénile ». Un grand nombre des membres de la scène ont un emploi régulier et ont leur propre famille. La tranche d'âge commence certes à quatorze ans, mais il n'y a pas de limite d'âge supérieure, de sorte que même des familles entières ne sont « pas rares ». 